# Semibratowo
Semibratowo (russisch Семибра́тово) ist eine Siedlung städtischen Typs in der Oblast Jaroslawl in Russland mit 7096 Einwohnern (Stand 14. Oktober 2010).

## Geographie

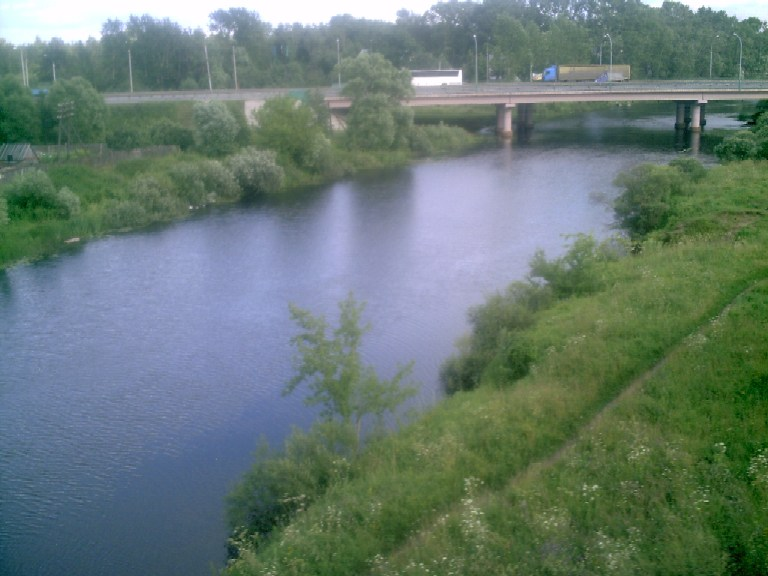
Brücke der M8 über die Ustje in Semibratowo

Der Ort liegt gut 40 km Luftlinie südsüdwestlich der Stadtmitte des Oblastverwaltungszentrums Jaroslawl am linken Ufer der Ustje, des linken Quellflusses des Wolga-Nebenflusses Kotorosl.
Semibratowo gehört zum Rajons Rostowski und befindet sich etwa 15 km nordnordöstlich von dessen Verwaltungszentrum Rostow. Es ist Sitz der Landgemeinde (selskoje posselenije) Semibratowo, zu der außerdem 78 Dörfer gehören, von denen fünf mehr als 500 Einwohner haben (Stand 2010): Belogostizy, Nowo-Nikolskoje, Ugoditschi (entsprechen 8, 4 und 16 km südlich), Wachruschewo (3 km östlich) und Wassilkowo (13 km südöstlich). 6 weitere Dörfer haben mindestens 100 Einwohner, 23 Dörfer mindestens 10 Einwohner, 27 unter 10 Einwohner und 17 keine ständigen Einwohner (alles Stand 2010).

## Geschichte
Als Dorf ist der Ort seit dem 15. Jahrhundert bekannt. Der Ortsname ist vom russischen sem bratjew für „sieben Brüder“ abgeleitet, aber die genauen Hintergründe dieser Bezeichnung sind unklar. 1693 entstand dort eine Poststation auf der Verbindung zwischen Moskau und Archangelsk.
Nach der Vorbeiführung der Eisenbahnstrecke Moskau – Jaroslawl –Archangelsk 1870 wurden erste Industriebetriebe errichtet, zunächst zur Verarbeitung landwirtschaftlicher Erzeugnisse, und 1930 eine Fabrik für Dämmstoffe, die 1949 rekonstruiert wurde und ab 1959 auch Spanplatten produzierte. 1950 kam ein Werk für Gasreinigungsanlagen hinzu.
Am 11. Juni 1948 erhielt Semibratowo den Status einer Siedlung städtischen Typs.

### Bevölkerungsentwicklung
| Jahr | Einwohner |
| ---- | --------- |
| 1959 | 2884      |
| 1970 | 5680      |
| 1979 | 7505      |
| 1989 | 8485      |
| 2002 | 7672      |
| 2010 | 7096      |

Anmerkung: Volkszählungsdaten

## Verkehr

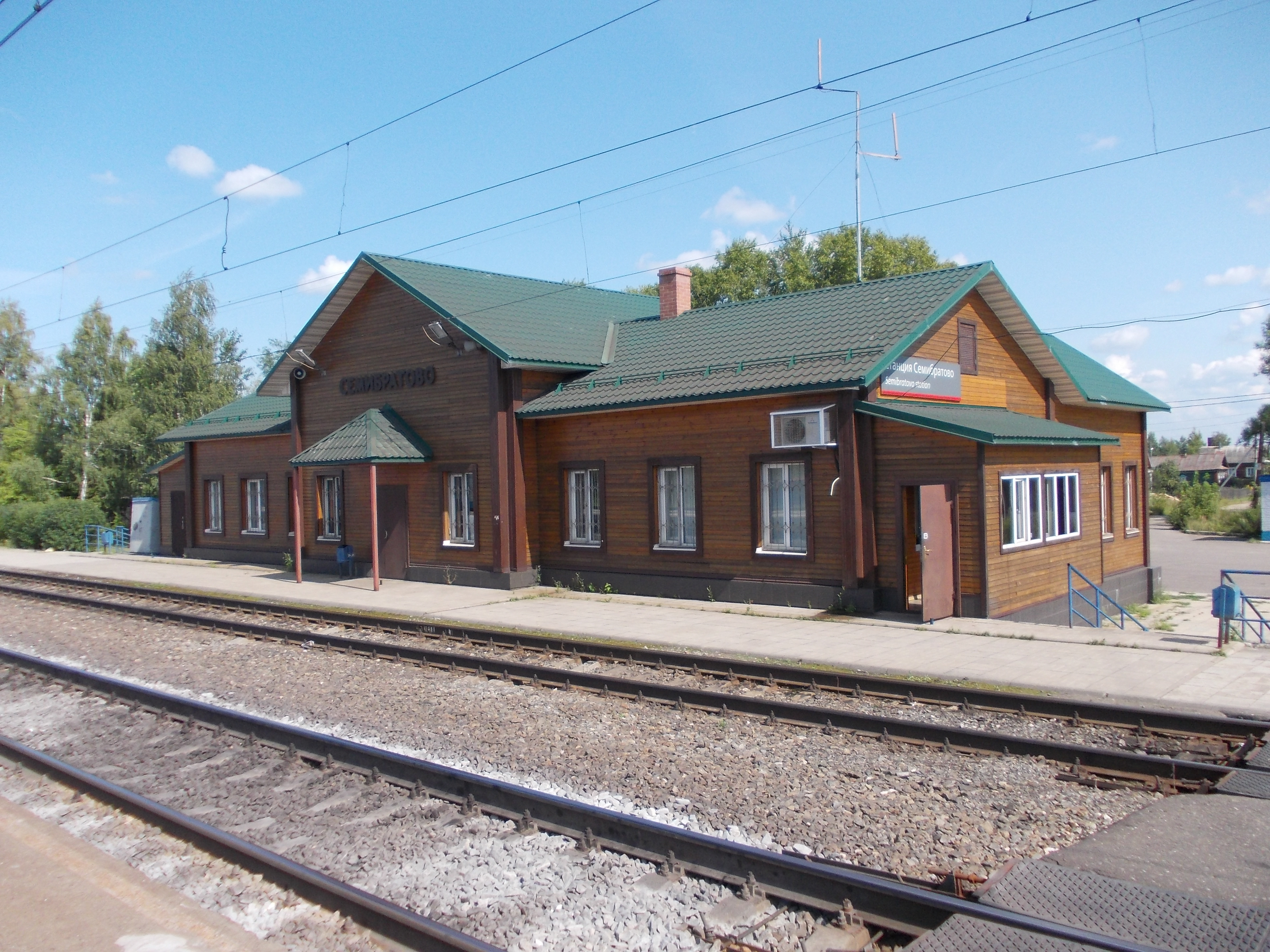
Bahnhof Semibratowo

Semibratowo besitzt einen Bahnhof bei Kilometer 238 der Stammstrecke der Transsibirischen Eisenbahn. Dort zweigt eine 1927 eröffnete Strecke in die etwa 20 km östlich gelegene Kleinstadt Gawrilow-Jam ab, die seit 2003 nur noch dem Güterverkehr dient.
Durch die Siedlung führt die föderale Fernstraße M8 Cholmogory von Moskau nach Archangelsk.